# هندک
هندک (به ترکی استانبولی: Hendek) یک منطقهٔ مسکونی در ترکیه است که در استان سقاریه واقع شده‌است. هندک ۱۹۷ متر بالاتر از سطح دریا واقع شده‌است.